# Ráfol de Almunia
Ráfol de Almunia (en valenciano y oficialmente, El Ràfol d'Almúnia) es un municipio de la Comunidad Valenciana, España. Situado en el norte de la provincia de Alicante, en la comarca de la Marina Alta. Cuenta con una población de 703 habitantes (INE 2024).

## Geografía
Se encuentra situado en el norte de la provincia de Alicante, a una altitud de 88 m. y a 12 km de la playa, al pie de la sierra de Segaria.
Disfruta de un suave clima mediterráneo.
Ráfol de Almunia limita con los términos municipales de Benidoleig, Benimeli, Denia, Pego, Sagra y Tormos.

## Historia
Tiene origen árabe, perteneció al reino taifa de Denia y pasó a la corona de Aragón con la conquista de Jaime I, quedando como señores de Ráfol, los Murs, después los Sapena y posteriormente los Almunia. En 1535 fue erigida en parroquia con los anejos de Benimeli, Sagra, Negrals y Zeneta. Fue repoblado en 1610 tras la expulsión de los moriscos por 123 habitantes, tenía 26 casas. En 1800 tenía 80 casas y 429 habitantes y la iglesia parroquial a San Francisco de Paula era servida por un cura y un beneficiado, de la que dependían Benimeli, Negrals, Sagra, Sanet y Tormos, siendo el centro de la Rectoría y en el siglo XVII fue el centro del Marquesado de Ráfol de Almunia.

## Geografía humana

### Demografía
Cuenta con una población de 703 habitantes (INE 2024).
| Gráfica de evolución demográfica de Ráfol de Almunia entre 1842 y 2021 |
| |
| Población de derecho según los censos de población del INE Población de hecho según los censos de población del INEEn estos censos se denominaba Ráfol de Almunia: 1842, 1857, 1860, 1877, 1887, 1897, 1900, 1910, 1920, 1930, 1940, 1950, 1960, 1970, 1981 y 1991 |

| Nacionalidad | Hombres | Mujeres | Total | %     | Proporción |
| ------------ | ------- | ------- | ----- | ----- | ---------- |
| Española     | 214     | 208     | 422   | 57.7% |            |
| Extranjera   | 157     | 152     | 309   | 42.2% |            |

| País        | Hombres | Mujeres | Total | %     | Proporción |
| ----------- | ------- | ------- | ----- | ----- | ---------- |
| Reino Unido | 73      | 65      | 138   | 44.7% |            |
| Alemania    | 17      | 20      | 37    | 12.0% |            |
| Francia     | 11      | 12      | 23    | 7.4%  |            |
| Rusia       | 5       | 4       | 9     | 2.9%  |            |
| Colombia    | 3       | 4       | 7     | 2.3%  |            |
| Ucrania     | 3       | 4       | 7     | 2.3%  |            |
| Polonia     | 3       | 3       | 6     | 1.9%  |            |
| Bulgaria    | 0       | 3       | 3     | 0.9%  |            |
| Italia      | 2       | 1       | 3     | 0.9%  |            |
| Ecuador     | 2       | 0       | 2     | 0.6%  |            |
| Perú        | 1       | 1       | 2     | 0.6%  |            |
| Venezuela   | 0       | 2       | 2     | 0.6%  |            |
| Argentina   | 1       | 0       | 1     | 0.3%  |            |
| Brasil      | 1       | 0       | 1     | 0.3%  |            |
| Rumania     | 0       | 1       | 1     | 0.3%  |            |

### Economía
Predomina el sector agrícola (cítricos) y la construcción.

## Política
| Periodo   | Nombre                       | Partido   |
| --------- | ---------------------------- | --------- |
| 1979-1983 | Blas Puchol Mulet            | UCD       |
| 1983-1987 | Eduardo Sese Furió           | AP        |
| 1987-1991 | Eduardo Sese Furió           | AP        |
| 1991-1995 | Eduardo Sese Furió           | PP        |
| 1995-1999 | Eduardo Sese Furió           | PP        |
| 1999-2003 | Eduardo Sese Furió           | PP        |
| 2003-2007 | Alejandro Pastor Furió       | PP        |
| 2007-2011 | Alejandro Pastor Furió       | PP        |
| 2011-2015 | Alejandro Pastor Furió       | PP        |
| 2015-2019 | Josep Vicent Rovira Ferrando | Compromís |

## Monumentos

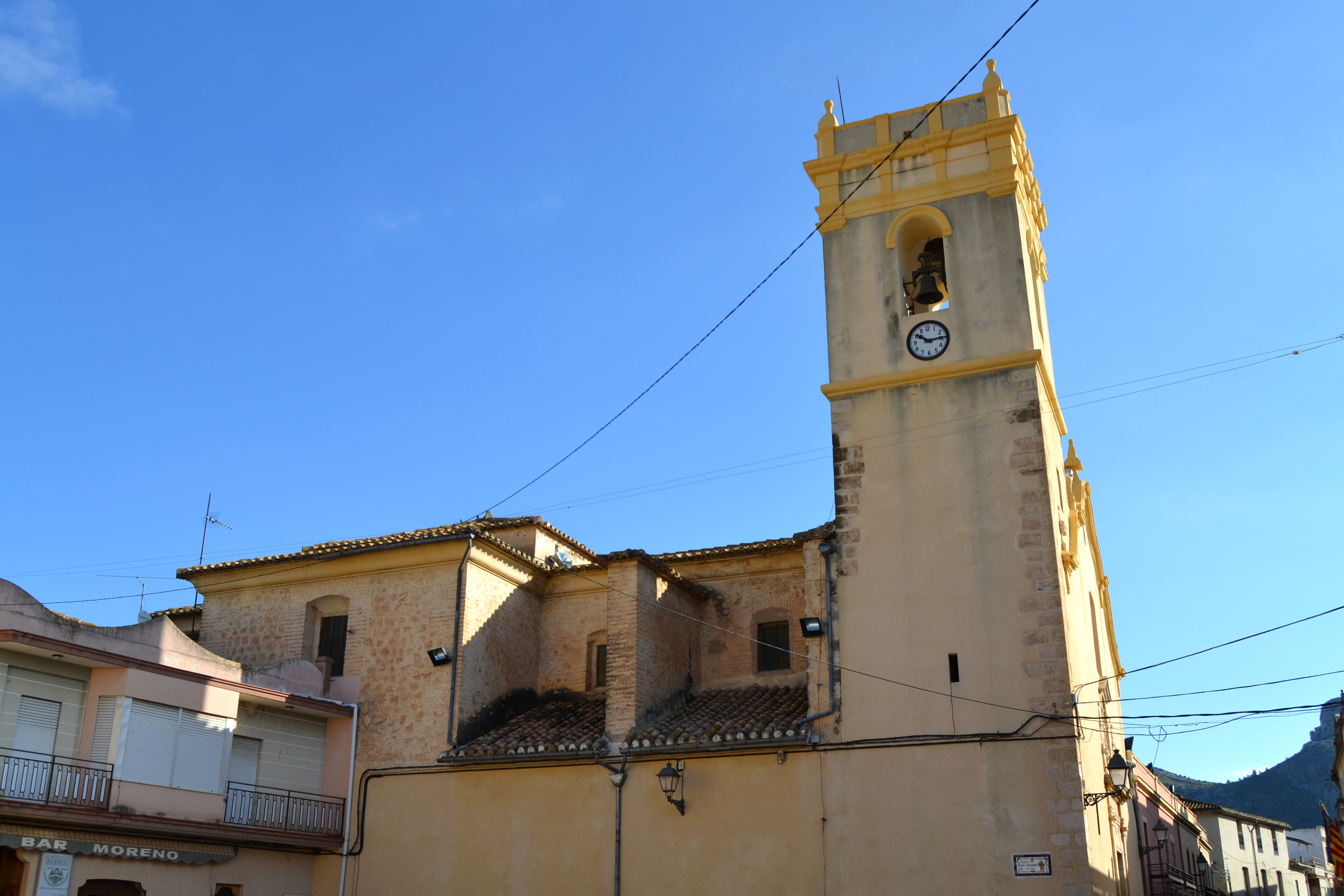
Iglesia parroquial de San Francisco de Paula

- Iglesia parroquial de San Francisco de Paula. De estilo barroco.

## Fiestas
- Fiestas patronales. Se celebran durante la semana del 15 de agosto en honor a la Inmaculada Concepción y a San Francisco de Paula, con actos religiosos, misas, procesiones; y lúdicos: verbenas, juegos, fuegos artificiales, actuaciones culturales y cenas populares.